# Callaway (Minnesota)
Pour les articles homonymes, voir Callaway.
Callaway est une ville américaine située dans le Comté de Becker, dans le Minnesota. Selon le recensement de 2010, sa population est de 234 habitants.